# یواس‌اس استاکتون (دی‌دی-۶۴۶)
یواس‌اس استاکتون (دی‌دی-۶۴۶) (به انگلیسی: USS Stockton (DD-646)) یک کشتی بود که طول آن ۳۴۸ فوت ۳ اینچ (۱۰۶٫۱۵ متر) بود. این کشتی در سال ۱۹۴۲ ساخته شد.